# Raisa Mamentjeva
Raisa Vladimirovna Mamentjeva (Russisch: Раиса Владимировна Маментьева; geboortenaam: Ефимова; Jefimova) (achternaam van haar moeder) (Moskou, 5 maart 1927 - Moskou, 2 december 2001) was een basketbalspeler van het nationale damesteam van de Sovjet-Unie. Ze werd Meester in de sport van de Sovjet-Unie in 1952.

## Carrière
Mamentjeva speelde voor Lokomotiv Moskou, MAI Moskou en RSFSR Moskou en won het landskampioenschap van de Sovjet-Unie in 1954, 1955 en 1956. Als speler voor het nationale team van de Sovjet-Unie won ze goud op de Europese kampioenschappen in 1950, 1952, 1954 en 1956.

## Privé
Ze was getrouwd met volleybalspeler en coach Aleksandr Mamentjev.

## Erelijst (speler)
- Landskampioen Sovjet-Unie: 3
  - Winnaar: 1954, 1955, 1956
  - Tweede: 1949
  - Derde: 1947, 1948, 1950, 1951
- Spartakiad van de Volkeren van de USSR: 1
  - Winnaar: 1956
- Europees Kampioenschap: 4
  - Goud: 1950, 1952, 1954, 1956